# William Clothier
William Jackson Clothier (Sharon Hill, 27 de setembro de 1881 - Filadélfia, 4 de setembro de 1962) foi um tenista norte-americano, que se destacou no início do século XX.

## Carreira
Estudou, como a maioria dos grandes tenistas de sua época, na Universidade de Harvard, sendo campeão inter-universitário em 1902 (em simples e duplas). Foi finalista do US Championships em 1904 (perdendo para Holcombe Ward) e em 1906, jogando segundo ele mesmo "como nunca mais em sua vida", conquistou o US Championships. Para isso, teve que conseguir 3 pontos na sequência (2-5 e 0-40 no quinto set) para derrotar a Fred Alexander nas quartas-de-final e derrotando facilmente na final a Beals Wright por 6-3/6-0/6-4. Chegou à final do torneio mais uma vez em 1909, mas perdeu em 5 sets para Bill Larned. Em 1912, disputou a final em duplas mistas, ao lado de Eleanora Sears, mas acabou derrotado.
Seu jogo se caracterizava por suas constantes subidas à rede. Foi membro da Equipe Estadunidense de Copa Davis na primeira excursão do time em terras estrangeiras, em 1905. Conseguiu duas vitórias frente os franceses Max Decugis e Maurice Germot, mas na final frente às Ilhas Britânicas só jogou com a série já definida a favor do conjunto europeu. Voltou a ter um lugar na equipe em 1909, onde participou na série prévia à final, derrotando aos britânicos James Parke e Charles Dixon, mas não participou da série final contra a Australásia.
Foi incluso no International Tennis Hall of Fame em 1956.

## Torneios de Grand Slam

### Campeão Individual (1)
| Ano  | Torneio          | Oponente na final | Resultado   |
| 1906 | US Championships | Beals Wright      | 6-3 6-0 6-4 |

### Finalista Individual (2)
| Ano  | Torneio          | Oponente na final | Resultado           |
| 1904 | US Championships | Holcombe Ward     | 8-10 4-6 7-9        |
| 1909 | US Championships | William Larned    | 1-6 2-6 7-5 6-1 1-6 |

### Finalista em Duplas (1)
| Ano  | Torneio          | Parceiro       | Oponentes na final                  | Resultado    |
| 1912 | US Championships | Eleonora Sears | Richard Norris Williams Mary Browne | 4-6 2-6 11-9 |